# 俄羅斯人
俄罗斯人（羅馬化：russkiye）是东斯拉夫人的一个族群，主要生活在俄罗斯及其邻国。从广义上讲，俄罗斯人亦可不论其民族，泛指所有俄罗斯国民。根据2010年人口普查俄罗斯民族占俄罗斯总人口77%。

## 历史

### 起源
现代俄罗斯民族是从过去东斯拉夫人中不同部落所组成的南北两个民族混合组成的。基因分析证明现代俄罗斯人与波兰人或乌克兰族没有多少区别（因為留里克王朝和瑞典大洪水）。北欧的俄罗斯人和芬兰-乌戈尔人也有许多基因类似处（現代芬蘭人也是原始芬蘭人跟瑞典人的混血）。芬兰-乌戈尔人曾经在俄罗斯欧洲部分的中北地区生活，在斯拉夫人北迁的过程中他们有些被同化。
除考古发掘外859年以前对俄罗斯前人的历史所知甚少。《往年纪事》是从859年开始的 。估计约于600年斯拉夫人在语言上分裂为南、西和东三个分支。东斯拉夫人居住在西布格河和第聂伯河之间，也就是今天的乌克兰。从1世纪到10世纪他们不断和平地向波罗的海地区发展，同化当地的人，在波罗的海地区形成了不同的斯拉夫部落。后来白俄罗斯人和南俄罗斯人又形成了自己的语言分支和民族。
另一群斯拉夫人从6世纪开始从波美拉尼亞向东北波罗的海迁徙，他们遇到了瓦兰结亚人并设立了重要的地区中心大诺夫哥罗德。这些斯拉夫人也在今天的特维尔州和別洛焦爾斯克地区定居。他们和芬兰-乌戈尔人混合，形成了后来的北俄罗斯人，说北俄罗斯方言。他们扩展到罗斯托夫附近，在数世纪后与其他被分隔开来的斯拉夫人又联系上了。但是在文化、传统和方言上南北俄罗斯人依然有明显的区别。南北俄罗斯人之间的区别甚至于大于南俄罗斯人与白俄罗斯人之间的区别。因此一些俄罗斯历史学家和人类学家把他们看作不同的民族。处于南北交界处的莫斯科和使用一些北部方言和一些南部方言成分的书面语言产生了统一的俄罗斯民族。

## 人口
俄羅斯人是歐洲人口最多的民族，也是世界上人口最多的民族之一，有1.4億人。其中1.15億生活在俄羅斯，2000萬人生活在俄羅斯的鄰國。300萬人生活在世界其它地區，主要在美洲、西歐，此外還有東歐、亞洲和其它地區。

## 文化
俄罗斯艺术影响广泛，被看作是世界上独一无二的。一些最重要的画家是俄罗斯人。俄罗斯幽默从俄语的灵活性和丰富性中获得了许多灵感。俄国文学对世界文学拥有极大的影响。著名的俄罗斯作家有亚历山大·谢尔盖耶维奇·普希金、列夫·托爾斯泰、费奥多尔·陀思妥耶夫斯基、安东·契诃夫、弗拉基米爾·馬雅科夫斯基、鲍里斯·帕斯捷尔纳克、安娜·阿赫玛托娃、约瑟夫·布罗茨基、马克西姆·高尔基、弗拉基米尔·纳博科夫、米哈伊爾·亞歷山大羅維奇·肖洛霍夫、米哈伊尔·布尔加科夫、亚历山大·索尔仁尼琴等。一些古典音乐最著名的作曲家如彼得·伊里奇·柴可夫斯基和有著「音樂界畢卡索」之稱的伊果·史特拉汶斯基都是俄罗斯人。

## 语言
俄语是亚欧大陆上地理分布最广的语言，也是被使用最多的斯拉夫语族语言。它属于印欧语系，与白俄罗斯语和乌克兰语一起组成目前还存在的三个东斯拉夫语支语言（有些学者也认为该语支有四个还存在的语言）。
最早的古东斯拉夫语书面纪录在10世纪就已经有了，彼得大帝即位後，将俄文字母的书体拉丁化。俄语保存了许多东斯拉夫语的语法和原始斯拉夫语的词根，但是现代俄语也包含了大量科学、政治和技术方面的外来词。在20世纪中由于苏联的超级大国地位俄语也获得了巨大的政治地位，是联合国的工作语言之一。
俄语的辅音有两种被称为软顎音化和硬顎音化的发音方式。几乎所有辅音音位都有这个区别，它是俄语最大的特征。另一个特征是非重音的元音的弱化。这个特征与英语类似。俄语中的重音没有规则，任何音位都可能是重音，这是学俄语最大的困难之一。

## 宗教
俄罗斯约63%的居民自称信奉东正教。其中大多数属于俄罗斯正教会，该教会在俄罗斯民族感形成的过程中起了重要的作用。在其它国家里的俄罗斯人则归属当地的东正教会。这些教会或者直接与俄罗斯正教会相连（比如乌克兰），或者历史上有联系（比如美国的东正教会）。
即使不信教的俄罗斯人在文化上也把他们自己与东正教联系到一起。少数俄罗斯人信仰旧礼仪派，这个从东正教中分裂出来的派别拒绝17世纪里引入的仪式改革。除此之外还有一些小的分裂派别。超過兩成的俄罗斯人無宗教信仰。
在俄罗斯人中，信奉其他基督宗教宗派其它宗教信仰的很少，包括伊斯蘭教和天主教等。其中最主要的是基督新教浸信会，有8.5万多信徒。
信仰伊斯兰教的俄罗斯人主要分布于中亚五国（比如哈萨克斯坦的俄罗斯族有1.45%是穆斯林）、中国新疆地区（躲避战乱而迁入，因此和维吾尔族通婚而改宗）、俄罗斯车臣、印古什、达吉斯坦共和国（多是因为和这三个自治共和国的主体民族（他们绝大多数信仰伊斯兰教）通婚而改宗）等。比如车臣共和国总统拉姆赞·卡德罗夫收养的弟弟维斯塔·卡德罗夫就是一名俄罗斯族出身的穆斯林。

## 俄罗斯外迁
俄罗斯人迁徙到前俄罗斯帝国和后来的苏联的各个角落。沙皇和苏维埃鼓励他们迁徙到边疆开发和生活。一些俄罗斯人组成的宗教团体则为了逃避迫害而从俄罗斯移走。
1917年俄国革命和俄国内战后许多俄罗斯人为了逃避布尔什维克政权逃出俄罗斯，上百万人成为难民。白俄最初是指参加过白军的人，后来泛指因为苏联共产党夺权而逃离俄罗斯的人。
今天在俄罗斯外最大的俄罗斯人社群位于前苏联国家如乌克兰（约800万）、哈萨克斯坦（约298万）、白俄罗斯（约120万）、拉脱维亚（约70万）、乌兹别克斯坦（约65万）和吉尔吉斯斯坦（约60万）。
上百万俄罗斯犹太人迁徙到以色列，他们中一些把俄罗斯人亲属带到那里。在巴尔干半岛以及东欧和中欧如德国和波兰以及在中国、日本、韩国、拉丁美洲和澳大利亚也有少许俄罗斯人。这些人中有些依然把自己看作俄罗斯人，有些则把自己看作是那些国家的人，或者两者之间。
在波罗的海国家中拉脱维亚和爱沙尼亚居民中俄罗斯人的比例最高。当地大多数公共意见认为许多这些俄罗斯人是苏联时期殖民政策来到这些国家的，其目的是蓄意通过改变当地的民族比例来俄罗斯化这些地区。在苏联时期来到的俄罗斯人大多数是出于经济利益移居的，少数是出于其它原因（比如被派遣）。在第二次世界大战结束后，苏联亦因战争人口大减的缘故，吸引侨民回国。
苏联解体后苏联时期来到拉脱维亚和爱沙尼亚的人只有在通过本国语言、历史和习俗的测试后才能加入那里的国籍。尤其语言问题依然有很大的争议，在拉脱维亚俄罗斯人甚至上街示威因为政府计划在学校内只教当地语言，不教俄语。1992年以来在爱沙尼亚共有13.7万人（其中主要为俄罗斯人）获得了爱沙尼亚国籍，还有13.6万人（约占全国国民的10%）没有国籍。

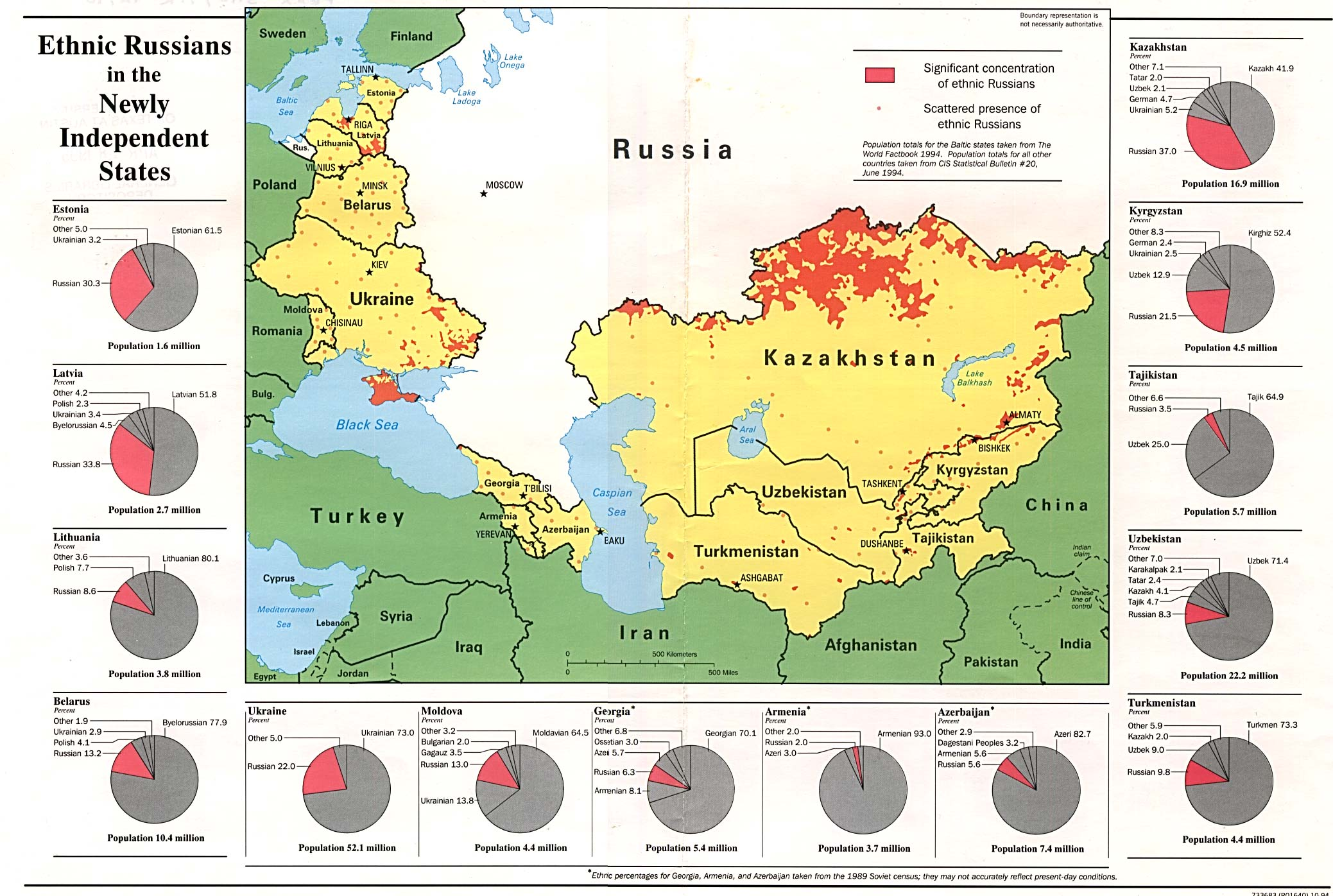
前苏联国家中的俄罗斯人

在1990年代里欧洲联盟、欧洲议会和俄罗斯政府都曾对一些前苏联国家内俄罗斯人的少数民族地位表示关心。在摩尔多瓦俄罗斯人占多数的德涅斯特河沿岸因为怕摩尔多瓦会与罗马尼亚合并而宣布独立。2006年6月俄罗斯总统普京宣布要设立鼓励俄罗斯人回俄罗斯的政策。
相当多俄罗斯人移居到加拿大、澳大利亚、美国和巴西。纽约市布鲁克林区里有一个区域有许多近年来移居的俄罗斯移民。迈阿密北部也有一个有许多俄罗斯移民的区，还有洛杉矶好莱坞的“小莫斯科”。
1990年代后也有许多俄罗斯人从前苏联国家移回到俄罗斯本土。许多是由于当地政治动荡或者反俄情绪逃离中亚和高加索的难民。
在16到18世纪里有上百万德意志人到了俄罗斯拓墾、經商，知名的伏爾加德意志人就在此列，時至今日，留在俄罗斯的德意志人已经相当俄化了，因此在文化上与德国人相当疏远。1990年代后他们许多人离开俄罗斯，回歸德国。

### 在中国
清末，俄罗斯人开始大规模移民中国。新疆由于与俄罗斯帝国（后续的苏联）接壤，是俄罗斯人移民中国的首站和主要聚居地，东北地区亦是俄罗斯人聚居地。1917年，俄罗斯帝国在二月革命中覆灭，同年发生十月革命，大量白俄逃到中国，许多人在哈尔滨定居。在东北地区，俄罗斯人与当地居民通婚是为常见。中华人民共和国中将林虎即是中俄通婚后代的典型。1920年代起，在中国的俄罗斯人或归化为中华民国公民，或持苏联国籍，或为无国籍人士。第二次世界大战结束后，苏联政府出于吸引人口、增加劳动力的考虑，大力吸引侨民回国。除俄罗斯人外，在新疆亦吸引哈萨克、维吾尔、塔塔尔等中亚民族人士加入苏联国籍。中华人民共和国建立后，在造成新疆造成持续十余年的苏侨问题。
中华人民共和国建立之初的1950年代，中华人民共和国政府承认双重国籍。苏联政府仍持吸引侨民回国政策。1954年时，包括俄罗斯人在内，中国境内的苏联侨民为14万至16万人，新疆8万人，其它地区6万人，除自动离开外，亦在1954年、1955年由中华人民共和国政府主动遣返回国。在新疆，对苏联侨民的遣返持续至1960年代中期。到1966年，全新疆仅余外侨361人，其中苏侨201人。苏侨问题基本解决。此后，在中华人民共和国政府不承认双重国籍的背景下，拥有中华人民共和国国籍的俄罗斯人被归为俄罗斯族。而随着时间推进，在中华人民共和国定居的无国籍俄罗斯人的人数日益减少，仅成为少数个案。在2012年报道的黑龙江省逊克县的个案中，当地政府和公安部门以“特事特办”的方式为无国籍的俄罗斯人办理了永久居留证。目前在中华人民共和国，俄罗斯族是被官方承认的构成中华民族的五十六个民族之一。2010年中华人民共和国第六次全国人口普查中，俄罗斯族人共计1.53万，主要聚居于新疆北部、内蒙古和黑龙江省。在59万在华外籍人士中，有多少俄罗斯国籍人士则无确切数字。

## 成就
在文學、音乐、体育、科学和艺术上俄罗斯人均做出了巨大贡献。著名的俄罗斯科学家有季米特里·门捷列夫、亚历山大·波波夫、亚历山大·洛地均、尼可莱·儒可夫斯基、谢尔盖·帕夫洛维奇·科罗廖夫、安德烈·图波列夫、米哈伊尔·瓦西里耶维奇·罗蒙诺索夫等。第一颗人造卫星史潑尼克一號是苏联发射的，主要由谢尔盖·帕夫洛维奇·科罗廖夫设计。第一名太空人尤里·加加林是一名俄罗斯人。以费奥多尔·陀思妥耶夫斯基、列夫·托爾斯泰、伊万·谢尔盖耶维奇·屠格涅夫、安东·契诃夫、亚历山大·谢尔盖耶维奇·普希金等为代表的俄罗斯文学在世界文学上拥有非常高的地位。著名俄罗斯人作曲家有彼得·伊里奇·柴可夫斯基、季米特里·肖斯塔科维奇、尼古拉·里姆斯基-科萨科夫、谢尔盖·普罗科菲耶夫和谢尔盖·拉赫玛尼诺夫等。第二次世界大戰中，苏联共损失了2700万人，这相当于二战中一半的死亡数字和盟军的大部分死亡数字。

## 外部連結
维基共享资源上的相關多媒體資源：俄羅斯人
- （英文） Prominent Russians: faces of Russia（页面存档备份，存于） – Russia Today
- （俄文） 4.1. Population by nationality（页面存档备份，存于）
- （俄文） "People and Cultures: Russians"（页面存档备份，存于） book published by Russian Academy of Sciences